# Tomorrow (cançó de Silverchair)
Tomorrow és el primer senzill que va publicar la banda australiana de rock Silverchair. Gràcies al seu gran èxit, ràpidament es va gravar l'àlbum Frogstomp, al qual es va incloure la cançó com a primer senzill, i que es va llançar el 1995. La cançó va aconseguir el número 1 en les llistes de Modern Rock Tracks i ARIA Charts. Més endavant també va ser inclosa en la compilació The Best of Volume 1.
El grup va tocar la cançó en l'espectacle Saturday Night Live i també va aparèixer en un episodi de Beavis and Butt-head.
Silverchair va tocar la cançó en directe fins a la primera meitat de la gira de promoció de l'àlbum Neon Ballroom el 1999, des de llavors, Johns no ha volgut tocar més la cançó perquè considera que el grup ha madurat i s'ha allunyat d'aquest estil.

## Llista de cançons
CD AUS (MATTCD001) / Casset EP (MATTC001)
1. "Tomorrow"
2. "Acid Rain"
3. "Blind"
4. "Stoned"

7" AUS (MATTV001) (Limitat a 500 còpies)
1. "Tomorrow"
2. "Acid Rain"
3. "Blind"
4. "Stoned"

CD Senzill EU (Portada negra) (6614942)
1. "Tomorrow"
2. "Faultline (live)"
3. "Stoned (live)"

7" EU Ltd. (Portada negra) (6623957)
1. "Tomorrow"
2. "Blind (live)"

CD Senzill UK (6623952)
1. "Tomorrow"
2. "Leave Me Out (live)"
3. "Undecided (live)"
4. "Tomorrow (demo)"

Promo US (ESK7137)
1. "Tomorrow (Album Version)"
2. "Tomorrow (Demo Version)"